# Michael Apelgren
Michael Gustaf Apelgren, född 20 augusti 1984 i Stockholm, är en svensk handbollstränare och före detta handbollsspelare (mittnia). Sedan 2024 är han tränare för ungerska Pick Szeged samt förbundskapten för Sveriges herrlandslag.

## Biografi
Apelgrens mest framgångsrika period som spelare var under slutet av 2000-talets första årtionde, då han var tongivande i Hammarby IF:s lag som vann tre raka SM-guld, 2006, 2007 och 2008. Han lämnade därefter för att bli proffs i spanska klubben BM Granollers. 2010 återvände han till Sverige och IK Sävehof. Där vann han på tre försök ytterligare två SM-guld, 2011 och 2012. Efter en ny men kort sejour i Spanien blev han 2014 spelande tränare för norska Elverum Håndball. Efter två säsonger lade han ner spelarkarriären och blev endast tränare. Fram till 2020 blev laget norska mästare samtliga sex säsonger.
2020 blev han tränare för IK Sävehof, som blev svenska mästare 2021, och svenska cupmästare 2022. 
I juli 2022 presenterades han som assisterande förbundskapten för det svenska herrlandslaget.
Från sommaren 2024 är han tränare för ungerska Pick Szeged och senare samma år presenterades han som svenska landslagets förbundskapten som ersättare till Glenn Solberg.

## Meriter

### Som spelare
- Svensk mästare fem gånger: 2006, 2007 och 2008 med Hammarby IF; 2011 och 2012 med IK Sävehof
- Guld vid U21-VM 2003 med Sveriges U21-landslag

### Som tränare
- Norsk mästare sex gånger: 2015, 2016, 2017, 2018, 2019 och 2020 med Elverum Håndball
- Norsk cupmästare två gånger: 2018 och 2019 med Elverum Håndball
- Svensk mästare två gånger: 2021 och 2024 med IK Sävehof
- Svensk cupmästare en gång: 2022 med IK Sävehof
- All star team som bästa tränare i Handbollsligan 2020/2021 och 2023/2024[4]

## Familj
Apelgren är son till fotbollstränaren Per Apelgren och handbollsspelaren Lena, född Paulsén, samt sonson till fotbollsspelaren Tore Apelgren.